# Svobodné přístavní pásmo v Hamburku a Štětíně

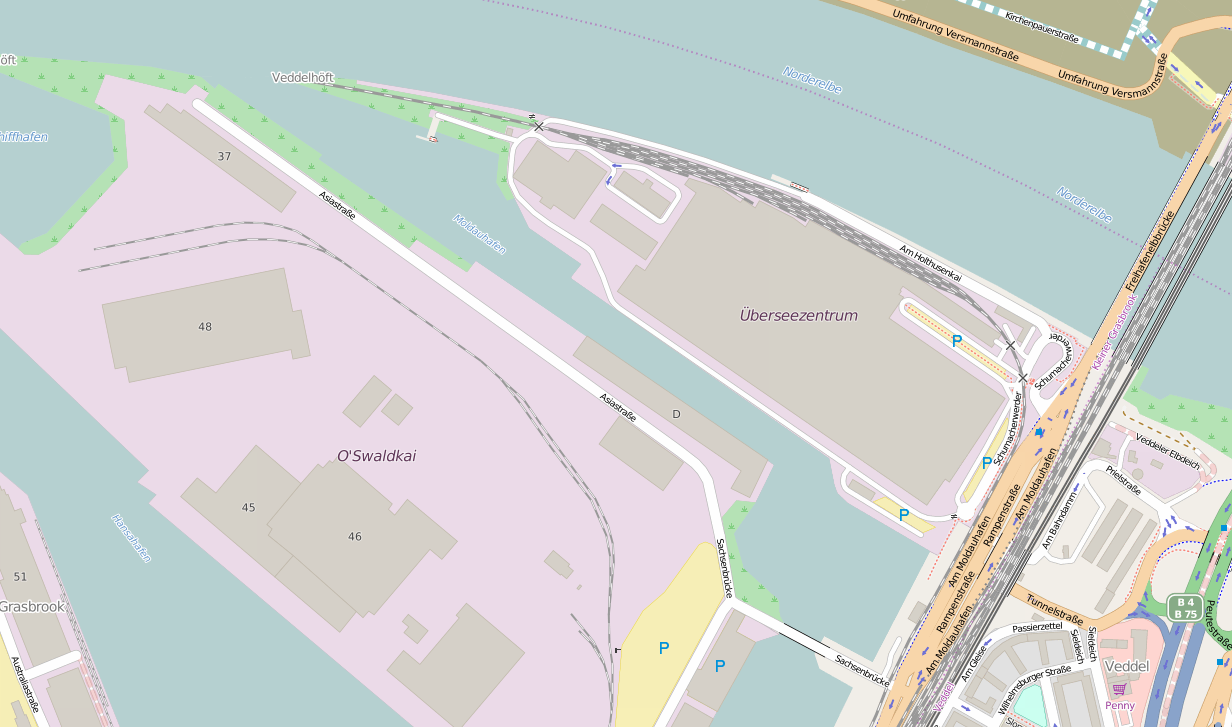
mapa Moldauhafenu, části ostrova Kleiner Grasbrook

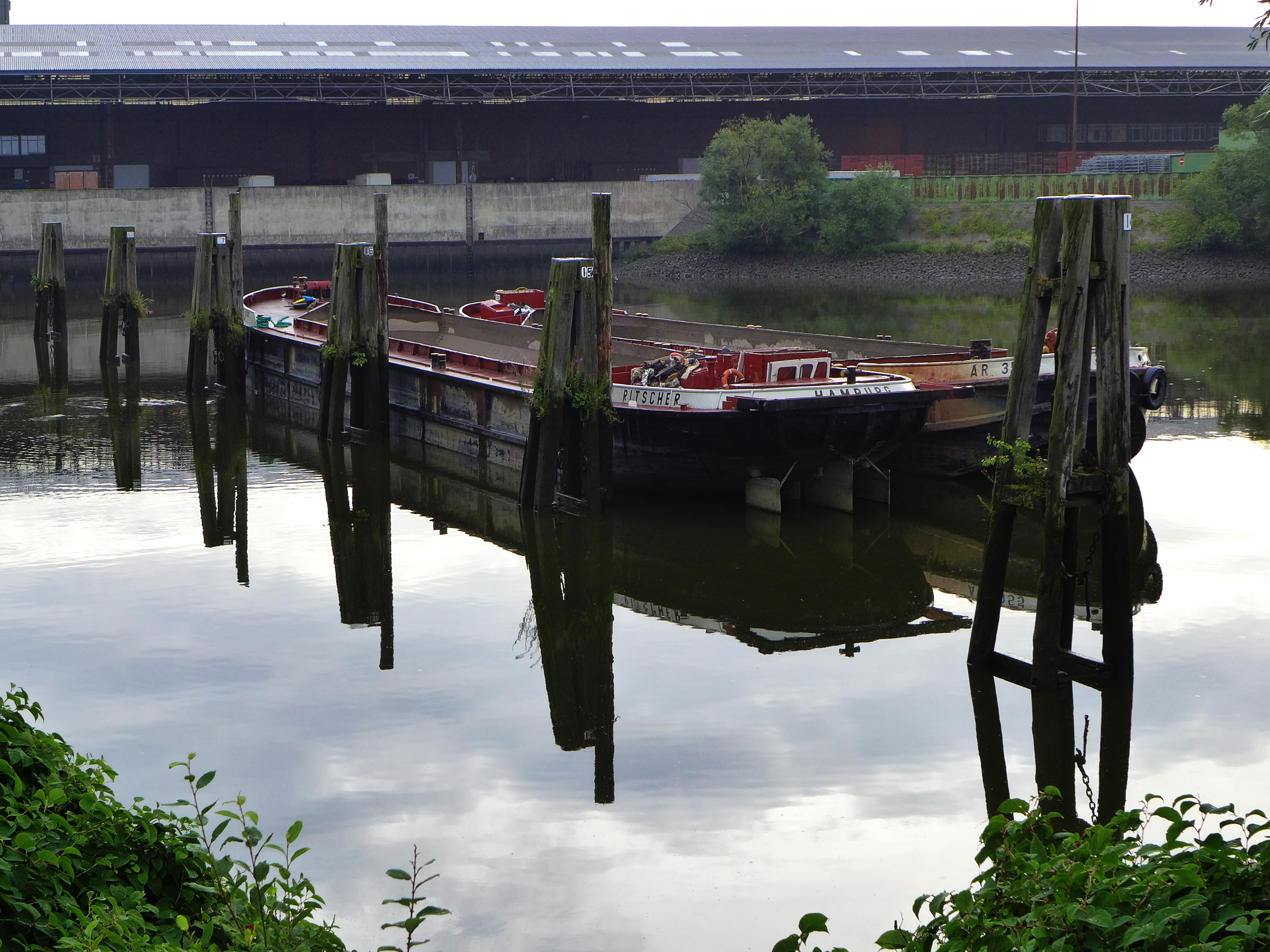
Dva nákladní čluny kotví v Moldauhafenu (2013)

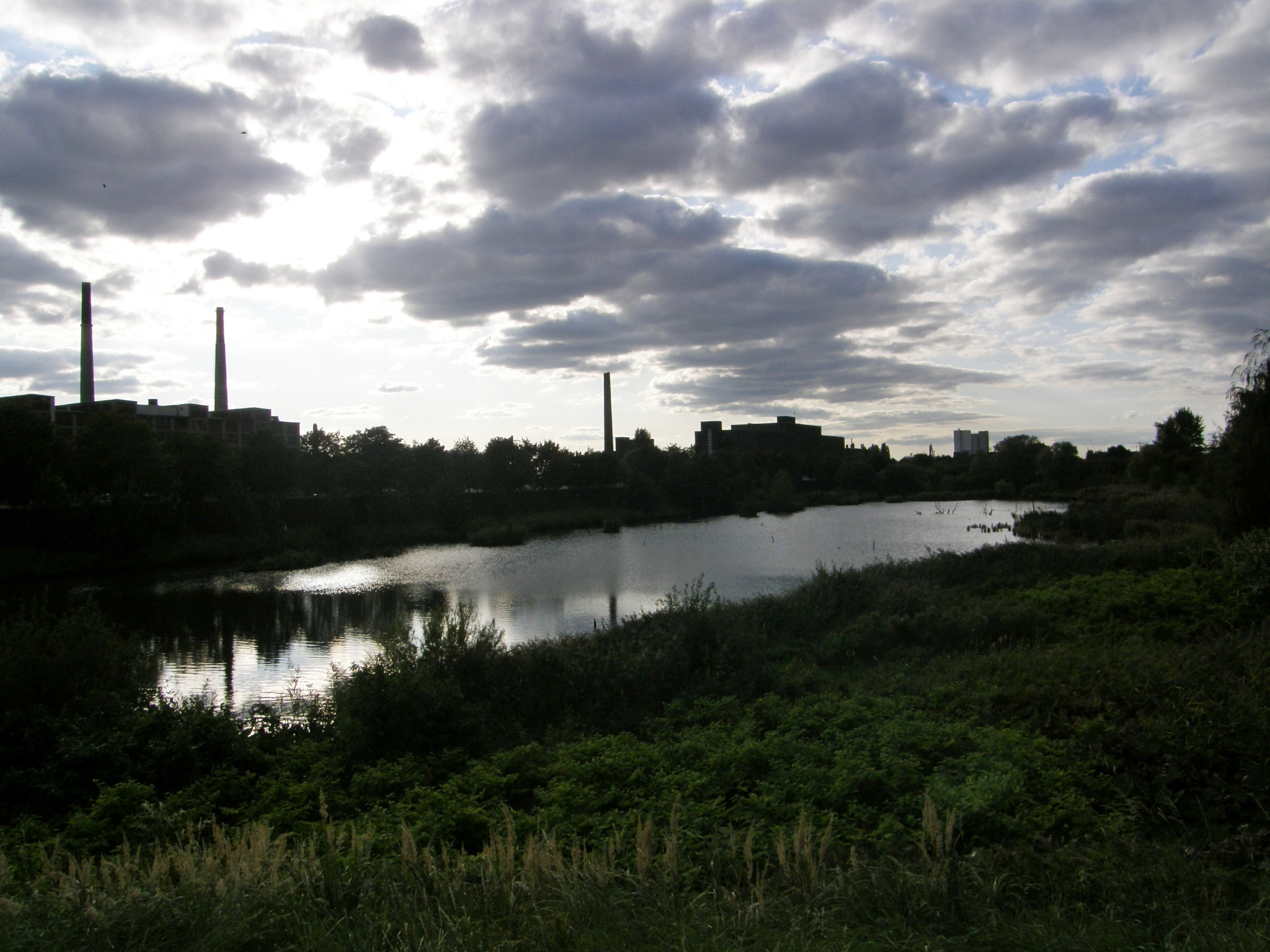
přístav Peutehafen, Hamburg-Veddel

Svobodné přístavní pásmo v Hamburku a Štětíně je námořní přístav ve správě Česka (do roku 1993 Československa). Pronájem území je Versailleskou smlouvou určen od roku 1929 na 99 let. Český přístav v německém Hamburku se nachází v městské části Veddel a skládá se ze tří částí. V meziválečném období Československo provozovalo také část přístavu v německém Štětíně. Po válce Štětín připadl Polsku, které v letech 1949–1956 Československu pronajímalo nábřeží ve východní části poloostrova Ewa.

## Historie
Přístavy vznikly na základě podepsání Versailleské smlouvy 28. června 1919 podle článků 363 a 364.
Článek 363

V přístavech hamburském a štětínském pronajme Německo státu československému na období 99 let prostory, které budou podřízeny obecnému řádu o svobodných pásmech a určeny pro přímý průvoz zboží pocházejícího z tohoto státu anebo určeného do něho.

Článek 364

Ohraničení těchto prostor, jejich úpravu, způsob jejich upotřebení a vůbec všechny podmínky jejich zužitkování, počítajíc v to cenu nájemného, určí komise složená z jednoho zástupce Německa, jednoho zástupce státu československého a jednoho zástupce Velké Británie. Tyto
podmínky mohou býti přezkoumány každých deset let týmž způsobem.

Německo prohlašuje napřed, že souhlasí s rozhodnutími, která se takto stanou.

Dále byla v roce 1919 podepsána Saintgermainská smlouva a v roce 1921 Barcelonská úmluva (Úmluva a statut o svobodě tranzitu), kterou Československo ratifikovalo v říjnu 1923. Podepsáním těchto smluv zajišťovalo nově vzniklým státům, které neměly přístup k moři, možnost provozovat námořní plavbu stejně jako státy, které přístup k moři mají.

## Hamburk
Smlouva o pronájmu mezi Československem a Hamburkem byla podepsána 2. listopadu 1929 a pozemky (území) byly pronajaty na 99 let. Nájemní smlouva byla postupně upravena čtyřmi dodatkovými protokoly z 2. března 1931, 13. května 1955, 20. srpna 1987 a 9. srpna 1996. Dne 22. listopadu 1929 uzavřena mezi Československem a Hamburkem kupní smlouva na území mezi přístavem Peute a kanálem Peuter o výměře 13 574,2 m², tj. přístav Peutehafen.
Od roku 1992 měla pozemky v pronájmu Československá plavba labská, ale od roku 2001 kdy firma zkrachovala, začal přístav upadat. Od října 2001 do dubna 2008 spravovalo české přístavy v Hamburku Ředitelství vodních cest ČR a jejich správa mu byla ministerstvem dopravy vrácena v dubnu 2014. V roce 2015 navrhlo ministerstvo dopravy rekonstrukci českého přístavu za částku 100–150 milionů korun, na které by spolupracovalo s firmou Eko Logistics. Česko podle listu Die Welt platí za nájem 100 tisíc eur (více než 2,7 milionu korun) ročně.
V rámci kandidatury Hamburku na pořádání letních olympijských her v roce 2024 představilo město plány, podle kterých chce na části ostrova Kleiner Grasbrook postavit sportoviště a okolí propojit mosty. Takový krok by mohl provoz přístavu výrazně omezit, nebo dokonce znemožnit. Proto české úřady jednaly o projektu her, případně o výměně pozemků s městem. Hamburk však svoji kandidaturu na pořádání LOH 2024 v roce 2015 stáhl.
České přístavy v Hamburku nejsou českým exteritoriálním územím.
Areál přístavů v Hamburku je tvořen molem s přilehlým prostorem, administrativními a skladovými budovami. 
| Město   | Název                          | Místo                                                             | Rozloha (r. 1929) | Rozloha (r. 2015) | Poznámky         |
| ------- | ------------------------------ | ----------------------------------------------------------------- | ----------------- | ----------------- | ---------------- |
| Hamburk | Sálský přístav (Saalehafen)    | ostrov Kleiner Grasbrook nábřeží Hallesches Ufer a Dresdener Ufer | 28 540 m²         | 21 000 m²         | pozemek pronajat |
| Hamburk | Vltavský přístav (Moldauhafen) | ostrov Kleiner Grasbrook nábřeží Hallesches Ufer a Dresdener Ufer | 28 540 m²         | 3 000 m²          | pozemek pronajat |
| Hamburk | Peutský přístav (Peutehafen)   |                                                                   | 13 574,2 m²       | 8 000 m²          | pozemek zakoupen |

## Štětín
Stejně jako v případě Hamburku také ve Štětíně na základě Versailleské smlouvy mohlo Československo pronajmout část nábřeží přístavu na 99 let a vytvořit tam bezcelní zónu. První kroky k získání části přístavu ve Štětíně Československo udělalo v roce 1923. Německo na počátku tvrdilo, že postačí když Československu poskytne kousek břehu bez přístavní infrastruktury, ale českoslovenští představitelé trvali na tom, že mají nárok na pronájem už existujícího nábřeží s infrastrukturou. Spory se protáhly až do roku 1930 kdy došlo k likvidaci štětínské loděnice Vulcan, a vedení města se začalo potýkat s velkou nezaměstnaností. Štětín začal československé straně nabízet prostor loděnice, ale Československo neprojevilo zájem z důvodu lepších podmínek v Hamburku. Přes počáteční spory týkající se interpretace Versailleské smlouvy nakonec Československo získalo kousek štětínského přístavu. Pronajatá část přístavu byla využívána hlavně pro zásobování československých průmyslových podniků na Ostravsku a to zejména švédskou železnou rudou. Zboží vyložené na československém nábřeží se nakládalo na československé říční lodě, které ho Odrou převážely do říčního přístavu Kozlí (tehdy německé Cosel) a dále železnicí na Ostravsko. Československé říční lodě kurzovaly také na lince Štětín-Hamburk po řekách Odra a Labe propojených kanály (od roku 1924 říční československou dopravu v Německu provozovala společnost ČSPSO). Během událostí kolem Mnichovské dohody a německého obsazení Čech a Moravy bylo československé nábřeží ve Štětíně převzato Německem a československá plavba po Odře zrušena.
Po válce Štětín připadl Polsku. Vztahy mezi Polskem a Československem byly v té době značně napjaté (Československo-polské pohraniční spory). Právní základ pro znovuzískání pronájmu části přístavu ve Štětíně zanikl, protože Versailleská smlouva byla vázána na Německo a to již Štětín nevlastnilo. Po podepsání smlouvy o vzájemné spolupráci v roce 1947 se situace trochu uklidnila což umožnilo navázat spolupráci, ale mezi polskou a československou stranou jednání o možnosti využívání přístavu ve Štětíně Československem probíhala již v červenci 1946. V srpnu 1948 bylo dohodnuto, že cena nájmu bude 1 000 000 polských zlotých ročně. Dne 15. července 1949 mezi Polskem a Československem byla v Praze podepsána nová dohoda (původní byla podepsána 4. července 1947) o pronájmu části přístavu ve Štětíně Československem. Jednalo se o 30000 m2 (0,03 km2) ve východní části poloostrova Ewa. Smlouva o pronájmu byla podepsána na 80 let s možností vypovědění po pěti letech. Československo provozovalo ve Štětíně 400 m dlouhé nábřeží.
Ovšem již v roce 1955 Československo odstoupilo od smlouvy a pronajaté území vrátilo pod polskou správu, což bylo stvrzeno smlouvou podepsanou 13. ledna 1956. Československu se nevyplácelo udržovat ve Štětíně vlastní zázemí, ekonomicky výhodnější bylo využívat polských přístavních služeb. Přítomnost československého loďstva ve Štětíně a využívání také ostatních polských přístavu upravovala smlouva z 12. listopadu 1957, na základě které v Polsku československé lodě fungovaly do roku 1998 (od 1993 české a slovenské), kdy byly všechny prodány.